# Internet High Speed Packet Access
Internet High Speed Packet Access (I-HSPA) – standard przesyłania danych. Został on opracowany przez Nokia Siemens Networks. W chwili obecnej daje on możliwość bezprzewodowego przesyłu danych z prędkością nawet 10,1 megabitów na sekundę.
Prędkość tę uzyskano poprzez skrócenie czasu oczekiwania poszczególnych użytkowników. Przyczyniło się do tego zastosowanie tzw. „architektury płaskiej sieci”. Polega ona na połączeniu stacji bazowych HSPA bezpośrednio do internetu.
Architektura zastosowana w I-HSPA ma pozwolić na płynne przejście do Long Term Evolution, ma on dać możliwość transferu danych nawet powyżej 250 Mbps.
I-HSPA ma pozwolić na bezprzewodowe dostarczanie usług multimedialnych takich jak: 3G IP - wideo, IPTV, hazard, MMS, SMS itp. o większej wydajności i ekonomice, co jest bardzo istotne dla podtrzymania następnej generacji telefonii komórkowej.
I-HSPA jest standardem 3GPP realizowanym poprzez dodanie funkcji I-HSPA do istniejących stacji WCDMA, eliminuje on konieczność łączenia się z RNC i SGSN, dzięki czemu umożliwia bezpośrednie podłączenie urządzeń do Internetu za pomocą tylko stacji bazowej. Wyeliminowane RNC i SGSN pozwoli na znaczne oszczędności operatorów, a co za tym idzie spadek cen usług.